# Stephan Meyer (Politiker)

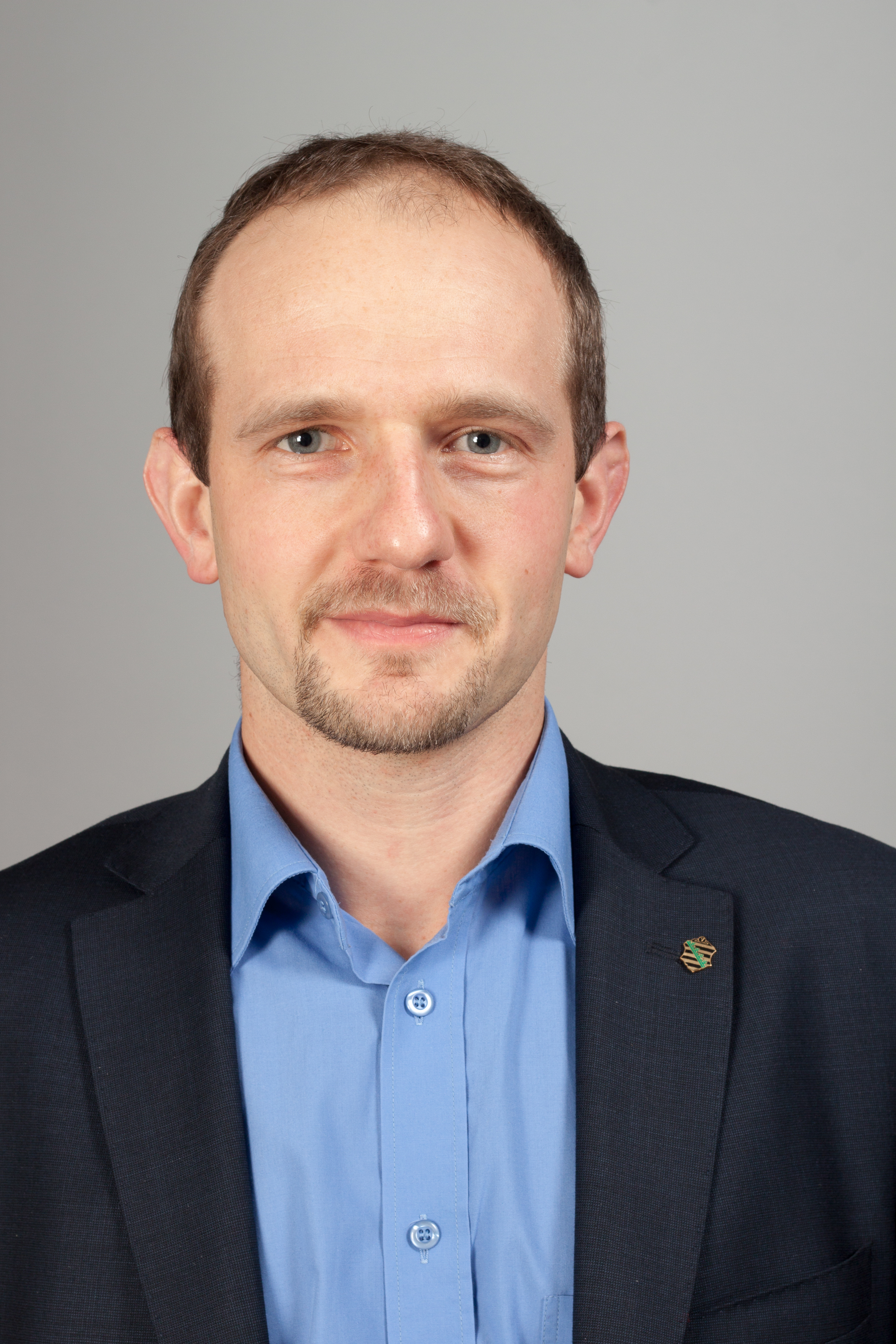
Stephan Meyer 2013

Stephan Meyer (* 18. Juni 1981 in Zittau) ist ein deutscher Politiker (CDU) und seit September 2022 Landrat des Landkreises Görlitz. Zuvor war er von 2009 bis 2022 Abgeordneter des Sächsischen Landtags.

## Leben
Meyer wuchs in Eckartsberg auf und schloss 1999 das Abitur am Christian-Weise-Gymnasium in Zittau ab. Von 1999 bis 2001 wurde er zum Reserveoffizier der Bundeswehr für den Bereich Logistik ausgebildet.
Am 11. April 2023 wurde Meyer zum Oberstleutnant der Reserve befördert.
Nach der Ausbildung studierte Meyer Wirtschaftsingenieurwesen an der Fachhochschule Zittau/Görlitz und Volkswirtschaftslehre an der Fernuniversität Hagen und wechselte zum Hauptstudium an das Internationale Hochschulinstitut Zittau (IHI Zittau). Als Wirtschaftsingenieur beendete er das Studium 2006 dort mit einer Diplomarbeit zum Thema „Energieeffzienzvergleich im Verarbeitenden Gewerbe für Deutschland, Polen und Tschechien“. Meyer absolvierte 2005 als Stipendiat des EU-Programms Leonardo da Vinci Mobilität einen Auslandsaufenthalt in Helsinki. Er war Stipendiat des Freistaates Sachsen und promovierte im Jahr 2011 mit der Arbeit „Entscheidungsmodell zur wertschöpfungskettenorientierten Emissionsminderung in Transformationsländern“ zum Doktor der Staats- und Wirtschaftswissenschaften (Dr. rer. pol.)
2007 erlangte er die Qualifizierung zum European EnergyManager bei der IHK Bildungszentrum gGmbH. Bis 2005 arbeitete Meyer als Assistent bei SEC Energie-Contracting im Bereich Kooperationspflege- und -aufbau mit polnischen Partnerunternehmen. Im November 2007 war er Gastdozent im Rahmen eines DAAD-Projektes an der Deutsch-Kasachischen Universität in Almaty. Als wissenschaftlicher Mitarbeiter arbeitete er für ein Jahr bis Mai 2008 im Aufgabenbereich der Erstellung eines Logistikkonzeptes für die geplante Bioenergie-Agentur des Landkreises Löbau-Zittau.
Meyer wirkte als studentischer und wissenschaftlicher Mitarbeiter am Projekt E-Learning an Hochschulen am IHI Zittau mit. Bis September 2008 war er als Projektleiter der grenzüberschreitenden Agentur für Biomasse und erneuerbare Energien beim Steinbeis Beratungszentrum Dreiländereck Neiße für Energie, Rohstoff- und Kooperationsmanagement tätig.
Meyer lebt in Oderwitz, ist verheiratet und hat drei Kinder. 
Meyer ist Mitglied der Gesellschaft für Energiewissenschaft und Energiepolitik.
Er ist Mitbegründer des Jugendpolitischen Forums Löbau-Zittau.

## Politik
Meyer trat 1998 in die Junge Union ein und gehörte 2005–2007 dem Landesvorstand der Jungen Union Sachsen und Niederschlesien als Beisitzer und Vorsitzender der Arbeitsgruppe Europa an. Dem Kreisvorstand der Jungen Union gehört er seit 1999 an, war dort u. a. 2001 bis 2006 Kreisvorsitzender, seit 2009 Beisitzer des Kreisverbandes Görlitz (nach der Fusion der Verbände Löbau-Zittau, Görlitz, Niederschlesischer Oberlausitzkreis). Meyer ist seit 1999 Mitglied der CDU. Er wurde 2006 Pressesprecher und 2008 stellvertretender Kreisvorsitzender des CDU-Kreisverbandes Görlitz. Im Januar 2007 wurde er in den Landesfachausschuss Umwelt der CDU Sachsen berufen.
Meyer arbeitete 2008 als wissenschaftlicher Mitarbeiter bei Roland Wöller im Sächsischen Landtag. Im Sächsischen Ministerium für Umwelt und Landwirtschaft arbeitete er während eines Forschungsaufenthaltes im Referat Anlagenbezogener Emissionsschutz zum Thema „Europäischer Emissionshandel“.
Meyer gilt als politischer Ziehsohn Heinz Eggerts, der diesen Wahlkreis zuvor langjährig vertrat und bei den Wahlen Spitzenwerte erhielt. Er war von September 2008 bis September 2009 persönlicher Referent des Landrates im Landkreis Görlitz, Bernd Lange.
Bei der Landtagswahl in Sachsen 2009 wurde er mit dem Direktmandat im Wahlkreis Löbau-Zittau 2 in den sächsischen Landtag gewählt.
Er war umweltpolitischer Sprecher seiner Fraktion und gehörte dem Ausschuss für den Ländlichen Raum, Umwelt und Landwirtschaft sowie dem Ausschuss für Wissenschaft, Hochschule, Kultur und Medien an.
Im September 2010 wurde Meyer in den Bundesfachausschuss Klima, Energie und Umwelt der CDU berufen.
Als Obmann der CDU-Fraktion in der Enquete-Kommission „Strategien für eine zukunftorientierte Technologie – und Innovationspolitik im Freistaat Sachsen“ gehörte er ab November 2010 auch dem Fraktionsvorstand der CDU-Fraktion an. 
Im 6. Sächsischen Landtag war Meyer Vorsitzender des Ausschusses für Wissenschaft und Hochschule, Kultur und Medien sowie ab dem 11. Januar 2018 Parlamentarischer Geschäftsführer der CDU-Fraktion im sächsischen Landtag.
Bei den Landtagswahlen 2014 und 2019 wurde er jeweils im Wahlkreis Görlitz 4 mit dem Direktmandat in den Landtag gewählt.
Als Kandidat für die Landratswahl am 12. Juni 2022 für den Landkreis Görlitz erreichte er mit einem Ergebnis von 46,3 % die relative Mehrheit und wurde im zweiten Wahlgang mit 56,4 % zum Landrat gewählt. Er folgte Bernd Lange nach und trat das Amt am 5. September 2022 an. Im Zuge dessen legte er sein Landtagsmandat nieder. Für ihn rückte Sebastian Fischer in den Landtag nach.

## Ämter
Meyer ist 1. Vizepräsident des Sächsischen Landkreistags (Stand: Januar 2025).